# Afromevesia pumilioniger
Afromevesia pumilioniger là một loài tò vò trong họ Ichneumonidae.